# ラグビーフットボールリーグ・チャンピオンシップ・ファースト・ディビジョン
ラグビーフットボールリーグ・チャンピオンシップ・ファースト・ディビジョン（英: Rugby Football League Championship First Division）は、1895年から1996年までのイングランドにおけるラグビーリーグのトップディビジョンであった。1996年にスーパーリーグに置き換えられた。

## 歴史

### 1895年–1904年: 創設期
北部ラグビーフットボール連合（NRFU、後のラグビー・フットボール・リーグ）の初シーズン（1895–96）は全ての（RFUからの）離脱クラブが単一のリーグ競技会でプレーした。新チームの追加と移動距離の問題から、翌シーズンにリーグはヨークシャーリーグとランカシャーリーグの2つの分かれた。このリーグ構成は1901-02シーズンまで続いたが、それぞれのリーグのトップクラブが脱退し、単一の新たな競技会を設立した。翌シーズン、ヨークシャーリーグとランカシャーリーグに残留したクラブは再編され、セカンド・ディビジョンを結成した。

### 1905年–1970年: 再構築
1905-06シーズン、2つのディビジョンが再統合された。クラブは自身のカウンティの全てのチームとホーム・アンド・アウェー方式で戦い、結果は再結成されたヨークシャーリーグとランカシャーリーグに加算された。これらのリーグはカウンティ間の試合も編成した。全ての結果はチャンピオンシップの単一順位表へと照会された。大会を精算するため、上位4クラブによるプレーオフシリーズによってチャンピオンが決定された。
2度の世界大戦の介入は別として、このシステムは1962-63シーズンまで続き、その後の2年間は一時的に2部制に戻った。1964–65シーズンにカウンティリーグに分割される1つの大きなディビジョンへと戻った。プレーオフは上位16チームに拡大され、マン・オブ・ザ・マッチの賞としてハリー・サンダーランド・トロフィーが導入された。

### 1970年–1995年: プレミアシップとセカンド・ディビジョンの再導入
1973–74シーズンに今一度2部制に戻った。プレーオフとヨークシャーリーグ、ランカシャーリーグは廃止され、新たなプレーオフ型の大会であるプレミアシップが導入された。しかしながら、チャンピオンシップを首位で終えたチームがチャンピオンの栄誉を与えられた。1980年代末から1990年代のこの時期、ウィガン・ウォリアーズがチャンピオンシップとチャレンジカップの両方を支配した。

### 1996年–現在: スーパーリーグ
1996年、チャンピオンシップはスーパーリーグに置き換わった。残りのクラブは後にRFLチャンピオンシップの結成に進んだ。

## チャンピオン
| シーズン |                                  |                  |                                  |
| シーズン | チャンピオン                     | スコア           | 準優勝                           |
| -------- | -------------------------------- | ---------------- | -------------------------------- |
| 1895–96  | マニンガム                       | N/A              | ハリファックス                   |
| 1896–97  | カウンティリーグ                 | カウンティリーグ | カウンティリーグ                 |
| 1897–98  | カウンティリーグ                 | カウンティリーグ | カウンティリーグ                 |
| 1898–99  | カウンティリーグ                 | カウンティリーグ | カウンティリーグ                 |
| 1899–00  | カウンティリーグ                 | カウンティリーグ | カウンティリーグ                 |
| 1900–01  | カウンティリーグ                 | カウンティリーグ | カウンティリーグ                 |
| 1901–02  | ブロートン・レンジャーズ         | N/A              | サルフォード                     |
| 1902–03  | ハリファックス                   | N/A              | サルフォード                     |
| 1903–04  | ブラッドフォードFC               | N/A              | サルフォード                     |
| 1904–05  | オールダム                       | N/A              | ブラッドフォードFC               |
| 1905–06  | リー                             | N/A              | ハンスレット                     |
| 1906–07  | ハリファックス                   | 18–3             | オールダム                       |
| 1907–08  | ハンスレット                     | 12–7             | オールダム                       |
| 1908–09  | ウィガン                         | 7–3              | オールダム                       |
| 1909–10  | オールダム                       | 13–7             | ウィガン                         |
| 1910–11  | オールダム                       | 20–7             | ウィガン                         |
| 1911–12  | ハダーズフィールド               | 13–5             | ウィガン                         |
| 1912–13  | ハダーズフィールド               | 29–2             | ウィガン                         |
| 1913–14  | サルフォード                     | 5–3              | ハダーズフィールド               |
| 1914–15  | ハダーズフィールド               | 35–2             | リーズ                           |
| 1918–19  | カウンティリーグ                 | カウンティリーグ | カウンティリーグ                 |
| 1919–20  | ハルFC                           | 3–2              | ハダーズフィールド               |
| 1920–21  | ハルFC                           | 16–14            | ハル・キングストン・ローヴァーズ |
| 1921–22  | ウィガン                         | 13–2             | オールダム                       |
| 1922–23  | ハル・キングストン・ローヴァーズ | 15–5             | ハダーズフィールド               |
| 1923–24  | バトレー                         | 13–7             | ウィガン                         |
| 1924–25  | ハル・キングストン・ローヴァーズ | 9–5              | スウィントン                     |
| 1925–26  | ウィガン                         | 22–10            | ウォリントン                     |
| 1926–27  | スウィントン                     | 13–8             | セント・ヘレンズ・レックス       |
| 1927–28  | スウィントン                     | 11–0             | フェザーストーン・ローヴァーズ   |
| 1928–29  | ハダーズフィールド               | 2–0              | リーズ                           |
| 1929–30  | ハダーズフィールド               | 10–0             | リーズ                           |
| 1930–31  | スウィントン                     | 14–7             | リーズ                           |
| 1931–32  | セント・ヘレンズ                 | 9–5              | ハダーズフィールド               |
| 1932–33  | サルフォード                     | 15–5             | スウィントン                     |
| 1933–34  | ウィガン                         | 15–3             | サルフォード                     |
| 1934–35  | スウィントン                     | 14–3             | ウォリントン                     |
| 1935–36  | ハルFC                           | 21–2             | ウィドネス                       |
| 1936–37  | サルフォード                     | 13–11            | ウォリントン                     |
| 1937–38  | ハンスレット                     | 8–2              | リーズ                           |
| 1938–39  | サルフォード                     | 8–6              | カッスルフォード                 |
| 1939–40  | カウンティリーグ                 | カウンティリーグ | カウンティリーグ                 |
| 1940–41  | カウンティリーグ                 | カウンティリーグ | カウンティリーグ                 |
| 1941–42  | 戦時緊急リーグ                   | 戦時緊急リーグ   | 戦時緊急リーグ                   |
| 1942–43  | 戦時緊急リーグ                   | 戦時緊急リーグ   | 戦時緊急リーグ                   |
| 1943–44  | 戦時緊急リーグ                   | 戦時緊急リーグ   | 戦時緊急リーグ                   |
| 1944–45  | 戦時緊急リーグ                   | 戦時緊急リーグ   | 戦時緊急リーグ                   |
| 1945–46  | ウィガン                         | N/A              | ハダーズフィールド               |
| 1946–47  | ウィガン                         | N/A              | デューズベリー                   |
| 1947–48  | ウォリントン                     | 15–5             | ブラッドフォード・ノーザン       |
| 1948–49  | ハダーズフィールド               | 13–12            | ウォリントン                     |
| 1949–50  | ウィガン                         | 20–2             | ハダーズフィールド               |
| 1950–51  | ワーキントン・タウン             | 26–11            | ウォリントン                     |
| 1951–52  | ウィガン                         | 13–6             | ブラッドフォード・ノーザン       |
| 1952–53  | セント・ヘレンズ                 | 24–14            | ハリファックス                   |
| 1953–54  | ウォリントン                     | 8–7              | ハリファックス                   |
| 1954–55  | ウォリントン                     | 7–3              | オールダム                       |
| 1955–56  | ハルFC                           | 10–9             | ハリファックス                   |
| 1956–57  | オールダム                       | 15–14            | ハルFC                           |
| 1957–58  | ハルFC                           | 20–3             | ワーキントン・タウン             |
| 1958–59  | セント・ヘレンズ                 | 44–22            | ハンスレット                     |
| 1959–60  | ウィガン                         | 27–3             | ウェイクフィールド・トリニティ   |
| 1960–61  | リーズ                           | 25–10            | ウォリントン                     |
| 1961–62  | ハダーズフィールド               | 14–5             | ウェイクフィールド・トリニティ   |
| 1962–63  | スウィントン                     | N/A              | セント・ヘレンズ                 |
| 1963–64  | スウィントン                     | N/A              | ウィガン                         |
| 1964–65  | ハリファックス                   | 15–7             | セント・ヘレンズ                 |
| 1965–66  | セント・ヘレンズ                 | 35–12            | ハリファックス                   |
| 1966–67  | ウェイクフィールド・トリニティ   | 21-9             | セント・ヘレンズ                 |
| 1967–68  | ウェイクフィールド・トリニティ   | 17–10            | ハル・キングストン・ローヴァーズ |
| 1968–69  | リーズ                           | 16–14            | カッスルフォード                 |
| 1969–70  | セント・ヘレンズ                 | 24–12            | リーズ                           |
| 1970–71  | セント・ヘレンズ                 | 16–12            | ウィガン                         |
| 1971–72  | リーズ                           | 9–5              | セント・ヘレンズ                 |
| 1972–73  | デューズベリー                   | 22–13            | リーズ                           |
| 1973–74  | サルフォード                     | N/A              | セント・ヘレンズ                 |
| 1974–75  | セント・ヘレンズ                 | N/A              | ウィガン                         |
| 1975–76  | サルフォード                     | N/A              | フェザーストーン・ローヴァーズ   |
| 1976–77  | フェザーストーン・ローヴァーズ   | N/A              | セント・ヘレンズ                 |
| 1977–78  | ウィドネス                       | N/A              | ブラッドフォード・ノーザン       |
| 1978–79  | ハル・キングストン・ローヴァーズ | N/A              | ウォリントン                     |
| 1979–80  | ブラッドフォード・ノーザン       | N/A              | ウィドネス                       |
| 1980–81  | ブラッドフォード・ノーザン       | N/A              | ウォリントン                     |
| 1981–82  | リー                             | N/A              | ハルFC                           |
| 1982–83  | ハルFC                           | N/A              | ハル・キングストン・ローヴァーズ |
| 1983–84  | ハル・キングストン・ローヴァーズ | N/A              | ハルFC                           |
| 1984–85  | ハル・キングストン・ローヴァーズ | N/A              | セント・ヘレンズ                 |
| 1985–86  | ハリファックス                   | N/A              | ウィガン                         |
| 1986–87  | ウィガン                         | N/A              | セント・ヘレンズ                 |
| 1987–88  | ウィドネス                       | N/A              | セント・ヘレンズ                 |
| 1988–89  | ウィドネス                       | N/A              | ウィガン                         |
| 1989–90  | ウィガン                         | N/A              | リーズ                           |
| 1990–91  | ウィガン                         | N/A              | ウィドネス                       |
| 1991–92  | ウィガン                         | N/A              | セント・ヘレンズ                 |
| 1992–93  | ウィガン                         | N/A              | セント・ヘレンズ                 |
| 1993–94  | ウィガン                         | N/A              | ブラッドフォード・ノーザン       |
| 1994–95  | ウィガン                         | N/A              | リーズ                           |
| 1995–96  | ウィガン                         | N/A              | リーズ                           |
| 1996     | セント・ヘレンズ                 | N/A              | ウィガン                         |
| 1997     | ブラッドフォード                 | N/A              | ロンドン                         |
| 1998     | ウィガン                         | 10–4             | リーズ                           |
| 1999     | セント・ヘレンズ                 | 8–6              | ブラッドフォード                 |
| 2000     | セント・ヘレンズ                 | 29–16            | ウィガン                         |
| 2001     | ブラッドフォード                 | 37–6             | ウィガン                         |
| 2002     | セント・ヘレンズ                 | 19–18            | ブラッドフォード                 |
| 2003     | ブラッドフォード                 | 25–12            | ウィガン                         |
| 2004     | リーズ                           | 16–8             | ブラッドフォード                 |
| 2005     | ブラッドフォード                 | 15–6             | リーズ                           |
| 2006     | セント・ヘレンズ                 | 26–4             | ハルFC                           |
| 2007     | リーズ                           | 33–6             | セント・ヘレンズ                 |
| 2008     | リーズ                           | 24–16            | セント・ヘレンズ                 |
| 2009     | リーズ                           | 18–10            | セント・ヘレンズ                 |
| 2010     | ウィガン                         | 22–10            | セント・ヘレンズ                 |
| 2011     | リーズ                           | 32–16            | セント・ヘレンズ                 |
| 2012     | リーズ                           | 26–18            | ウォリントン                     |
| 2013     | ウィガン                         | 30–16            | ウォリントン                     |
| 2014     | セント・ヘレンズ                 | 14–6             | ウィガン                         |
| 2015     | リーズ                           | 22–20            | ウィガン                         |
| 2016     | ウィガン                         | 12–6             | ウォリントン                     |
| 2017     | リーズ                           | 24–6             | カッスルフォード                 |
| 2018     | ウィガン                         | 12–4             | ウォリントン                     |
| 2019     | セント・ヘレンズ                 | 23–6             | サルフォード                     |

### クラブ毎の優勝記録
|    | クラブ                           | 優勝 | 準優勝 | 優勝シーズン |
| -- | -------------------------------- | ---- | ------ | --- |
| 1  | ウィガン                         | 22   | 16     | 1908/09, 1921/22, 1925/26, 1933/34, 1945/46, 1946/47, 1949/50, 1951/52, 1959/60, 1986/87, 1989/90, 1990/91, 1991/92, 1992/93, 1993/94, 1994/95, 1995/96, 1998, 2010, 2013, 2016, 2018 |
| 2  | セント・ヘレンズ                 | 14   | 16     | 1931/32, 1952/53, 1958/59, 1965/66, 1969/70, 1970/71, 1974/75, 1996, 1999, 2000, 2002, 2006, 2014, 2019                                                                               |
| 3  | リーズ                           | 11   | 11     | 1960/61, 1968/69, 1971/72, 2004, 2007, 2008, 2009, 2011, 2012, 2015, 2017 |
| 4  | ハダーズフィールド               | 7    | 6      | 1911/12, 1912/13, 1914/15, 1928/29, 1929/30, 1948/49, 1961/62 |
| 5  | ブラッドフォード                 | 6    | 7      | 1979/80, 1980/81, 1997, 2001, 2003, 2005 |
| 6  | サルフォード                     | 6    | 5      | 1913/14, 1932/33, 1936/37, 1938/39, 1973/74, 1975/76 |
| 7  | ハルFC                           | 6    | 4      | 1919/20, 1920/21, 1935/36, 1955/56, 1957/58, 1982/83 |
| 8  | スウィントン                     | 6    | 2      | 1926/27, 1927/28, 1930/31, 1934/35, 1962/63, 1963/64 |
| 9  | ハル・キングストン・ローヴァーズ | 5    | 3      | 1922/23, 1924/25, 1978/79, 1983/84, 1984/85 |
| 10 | オールダム                       | 4    | 5      | 1904/05, 1909/10, 1910/11, 1956/57 |
| 10 | ハリファックス                   | 4    | 5      | 1902/03, 1906/07, 1964/65, 1985/86 |
| 12 | ウォリントン                     | 3    | 11     | 1947/48, 1953/54, 1954/55 |
| 13 | ウィドネス                       | 3    | 4      | 1977/78, 1987/88, 1988/89 |
| 14 | ハンスレット §                   | 2    | 2      | 1907/08, 1937/38 |
| 14 | ウェイクフィールド・トリニティ   | 2    | 2      | 1966/67, 1967/68 |
| 16 | リー                             | 2    | 0      | 1905/06, 1981/82 |
| 17 | フェザーストーン・ローヴァーズ   | 1    | 2      | 1976/77 |
| 18 | ブラッドフォードFC §             | 1    | 1      | 1903/04 |
| 18 | ワーキントン・タウン             | 1    | 1      | 1950/51 |
| 18 | デューズベリー                   | 1    | 1      | 1972/73 |
| 21 | マニンガム §                     | 1    | 0      | 1895/96 |
| 21 | ブロートン・レンジャーズ         | 1    | 0      | 1901/02 |
| 21 | バトレー                         | 1    | 0      | 1923/24 |
| 24 | カッスルフォード                 | 0    | 3      | |
| 25 | セント・ヘレンズ・レックス §     | 0    | 1      | |
| 25 | ロンドン                         | 0    | 1      | |

- § 現在は消滅したクラブ